# Tecnoestrès
El terme tecnoestrès prové del llibre publicat el 1997 per Larry Rosen i Michelle Weil amb el mateix títol en el qual es posa de manifest l'addicció psicològica que pot produir l'ús continuat de la tecnologia. Es considera que una bona part de la població pot estar afligida d'aquest mal dels nostres temps.
Més detalladament, el concepte tecnoestrès, íntimament relacionat amb l'ús de les Tecnologies de la Informació i la Comunicació (TIC), es refereix a una malaltia basada, essencialment, en l'estrès produït per una mala introducció de la tecnologia a la vida quotidiana d'una persona. A conseqüència d'aquesta mala adaptació de les TIC a la dimensió vital i laboral, es poden desenvolupar efectes psicosocials (efectes de les tasques organitzatives, principalment de l'àmbit laboral, que causen un impacte negatiu en el benestar de l'ésser humà, tant físicament com emocionalment) que fan prosperar una relació tòxica entre la persona i la tecnologia, de manera que l'ús de la mateixa arriba a resultar malaltís i perjudicial. Per tant, el tecnoestrès acostuma a originar-se principalment en espais replets de dispositius tecnològics múltiples, tals com telèfons mòbils, televisions, tauletes tàctils o ordinadors, esdevenint la persona que l'habita incapaç de comprendre’ls o de fer-los funcionar i, en definitiva, sent incompetent en el camp de les noves eines tecnològiques. Aleshores, aquest tipus d'estrès, com molts altres, neix de la carència per a satisfer una necessitat. En aquest cas, la necessitat a satisfer consisteix a complaure una tasca per mitjà de la tecnologia, i la insatisfacció és causada per no saber com fer-ho, la qual cosa es tradueix en una incapacitat de progrés que genera impotència, tensió i ansietat. Naturalment, aquest sentiment s’intensifica com més tecnologia envolta a una persona, ja tingui aquesta té les habilitats necessàries per a usar-la o no: qui estigui connectat a l'ordinador i alhora estigui pendent de la televisió i del seu mòbil, és a dir, qui miri tres pantalles al mateix temps, pot contraure un perillós sentiment d'ansietat que pot ser el desencadenant del tecnoestrès. Altrament, una forma diferent de patir la malaltia en qüestió consisteix a sentir la necessitat de provar la tecnologia més nova, conseqüència d'una addicció que implica tristesa i estrès.

## Tipus de tecnoestrès
Tecnoansietat: La tecnoansietat és el tipus de tecnoestrès més habitual. Es fonamenta en la sensació de malestar i tensió que provoca el fet de no tenir suficients habilitats per a usar la tecnologia de forma satisfactòria. La tecnoansietat, a més d'afectar negativament a l'estat mental d'un individu, també ho fa a l'estat físic, tot provocant malestar corporal.
Tecnofòbia: La tecnofòbia és un tipus de tecnoestrès que consisteix a desenvolupar envers la tecnologia una por irracional, fins i tot pànic, sobretot en relació amb els ordinadors i el contacte amb la informàtica. Per tant, qui pateix aquesta fòbia entra en estat d'ansietat quan veu dispositius tecnològics al seu entorn, quan es parla d'ells o quan pensa al respecte.
Tecnofatiga: La tecnofatiga és un tipus de tecnoestrès que pateix una persona que desenvolupa cansament físic i mental, fatiga, esgotament cognitiu i migranya aguda, aquest últim símptoma en els casos més extrems, a conseqüència d'un ús excessiu de la tecnologia, sovint sense descans. Diversos experts associen la tecnofatiga a la síndrome de fatiga informativa, que es caracteritza per l'esgotament físic i mental que ocasiona la sobreinformació, l'excés d'informació que una persona no pot assimilar.
Tecnoaddicció: La tecnoaddicció és un tipus de tecnoestrès que presenten les persones pròpiament addictes a la tecnologia. Aleshores, aquestes persones desenvolupen una dependència tòxica en relació amb la tecnologia a conseqüència d'un ús excessiu de la mateixa, i aquesta addicció comporta malestar general. Sovint es relaciona la tecnoaddicció amb la tecnofília, que és l'afició desmesurada envers la tecnologia, una obsessió que provoca que l'addicte no es pugui separar d'ella.

## Principals afectats per tecnoestrès
El grup més propens a patir tecnoestrès són les noves generacions, aquelles que contrauen una addicció, cada cop més estesa en la societat del S.XXI (en què la tecnologia és una eina necessària i important per a la connexió amb l'actualitat i pel que fa a les relacions socials), pel fet de conviure amb la tecnologia des del seu naixement. Els joves són els més afectats per aquest tipus d'addicció que es concreta en l'ús de la telefonia mòbil i internet per comunicar-se amb els seus amics o en la passió pels videojocs. Els experts consideren que l'addicció per provar l'últim en tecnologia pot provocar frustració en cas de no aconseguir-ho derivant aquest comportament en estats de tristesa o ansietat. D'altra banda, encara que en menor mesura, també ho pateixen les velles generacions, atès que el ràpid progrés tecnològic ha permès desenvolupar nous mitjans als quals han hagut d'habituar-se, i aquesta adaptació, que acostuma a resultar difícil i lenta, tendeix a comportar frustració que pot desencadenar tecnoestrès.

## Manifestacions o símptomes del tecnoestrès
- Necessitat imperiosa d'adquirir les últimes novetats tecnològiques que surten al mercat.
- Capacitat d'estar manejant diversos dispositius tecnològics alhora el que produeix dispersió en l'atenció que pot arribar a provocar trastorns de concentració i memòria.
- Empobriment palpable del llenguatge tant escrit com parlat que es tradueix en la creació de codis de paraules sincopades i argots particulars.
- Utilització de la tecnologia durant gran part del dia evitant el manteniment de relacions personals.[6][7][8][9]

## Solucions
Per evitar la dependència tecnològica, es proposen determinades solucions.
- Reservar un dia a la setmana sense tecnologia per fomentar la comunicació parlada i la relació personal
- Aprofundir en l'objecte de la tecnologia i utilitzar-la solament per l'estrictament necessari.
- Limitar l'horari de joc o de connexió d'internet a un període determinat en el dia.
- Organitzar detalladament la jornada laboral. És molt important planificar un dia de treball amb objectius assolibles. El fet de proposar-se dur a terme massa tasques en poc temps pot donar lloc a una sensació d'estrès en què la persona sent que se li acumula la feina. Per tant, és important ser realista en relació amb les capacitats de cadascú.
- És molt important desconnectar del treball, i això s’aconsegueix gaudint del temps lliure a casa. És un error dur a la llar la feina que no s’ha pogut fer en temps de treball, atès que és molt important descansar adequadament. Aleshores, és molt beneficiós no pensar en assumptes laborals, així com tampoc parlar-ne al respecte.
- Utilitzar dispositius diferents per a separar la vida personal de la laboral pot ser molt positiu. És preferible desconnectar el telèfon mòbil amb les notificacions relacionades amb el treball i usar el telèfon mòbil personal, perquè així es garanteix la separació del treball amb el descans.
- Per a reduir l'estrès que comporta no saber usar la tecnologia, una bona opció és formar-se en l'àmbit de les TIC. D’aquesta manera, quan la persona se senti segura fent ús de la tecnologia, l'estrès desapareixerà.
- És molt recomanable descansar deu minuts per cada hora que es passa davant d'una pantalla. Així es relaxa la ment.
- Per a concentrar-se al màxim en una sola tasca és preferible eliminar les multitasques, que generen ansietat. Per tant, és important tractar de mirar només una pantalla i no diverses pantalles alhora.
- Fer un canvi de vida pot ser molt efectiu. Per exemple, mantenir una dieta variada, equilibrada i saludable, dormir vuit hores diàries, deixar de beure begudes amb cafeïna i mantenir una rutina d'esport constant són costums que tendeixen a proporcionar una sensació de benestar que combat directament l'estrès.
- Acudir al psicòleg pot ser una bona solució per a posar fi al tecnoestrès. Un professional de la salut mental ajuda en gran manera a identificar la problemàtica i així solucionar-la.[10][11]